# 北卡拉斯
北卡拉斯（Uttar Kalas），是印度西孟加拉邦South Twentyfour Parganas县的一个城镇。总人口5437（2001年）。

## 人口
该地2001年总人口5437人，其中男性2786人，女性2651人；0—6岁人口1091人，其中男556人，女535人；识字率55.80%，其中男性为62.74%，女性为48.51%。